# Goed Wonen

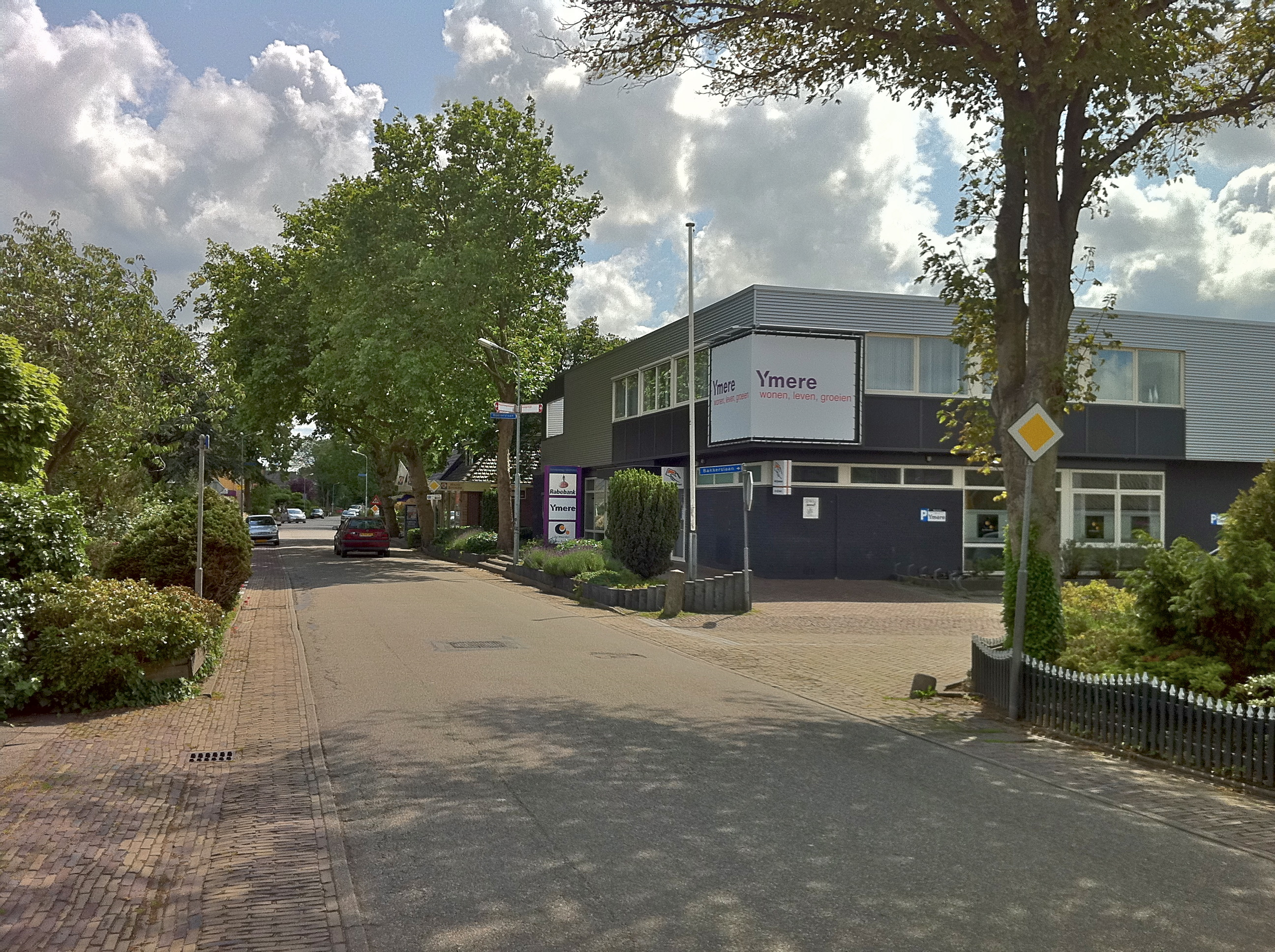
Voormalig kantoor van Goed Wonen Noord-Kennemerland

De Woningstichting Goed Wonen Koedijk Sint-Pancras was een woningcorporatie die tot 1 januari 2011 circa 1050 woningen verhuurde in de gemeenten Alkmaar, Heerhugowaard en Langedijk.
De stichting was gevestigd in Sint Pancras. Op 1 januari 2011 fuseerde de stichting met woningcorporatie Ymere in Amsterdam, en werd deze stichting de rechtsopvolger van Goed Wonen. Goed Wonen werd een vestiging van Ymere, die voortaan Ymere Noord-Kennemerland zou heten. Ymere trok zich in 2015 grotendeels terug uit Noord-Kennemerland, en droeg het woningbezit over aan woningcorporatie Woonwaard in Alkmaar.

## Geschiedenis
Woningbouwvereniging "Goed Wonen" Koedijk werd opgericht op 19 juni 1919. Bij Koninklijk Besluit werd de vereniging op 21 november 1919 toegelaten in de zin van de Woningwet. Op 6 augustus 1996 is de vereniging omgezet in een stichting. De nieuwe naam van de corporatie werd Woningstichting Goed Wonen Koedijk Sint-Pancras.
Volgens de statuten was de doelstelling om uitsluitend werkzaam te zijn in het belang van de volkshuisvesting in de huidige gemeenten Alkmaar, Bergen, Heerhugowaard, Heiloo, Langedijk, Castricum, Schermer en Graft-De Rijp. Tezamen vormen deze plaatsen de regio Noord-Kennemerland.
Omdat het werkgebied ruimer was dan de naam van de stichting suggereerde, afficheerde de woningcorporatie zich naar buiten toe als Goed Wonen Noord-Kennemerland, hoewel de naam statutair nooit werd gewijzigd.